# François Furet
François Furet (Párizs, 1927. március 27. – Figeac, 1997. július 12.) francia történész, a Saint-Simon Alapítvány elnöke. Magyarországon a francia forradalomról (A francia forradalom), illetve a kommunista ideológiáról (Egy illúzió múltja) írt művei miatt ismerik. Részt vett A kommunizmus fekete könyve című tanulmánykötet összeállításában is, de halála megakadályozta, hogy komolyabb tanulmányt publikáljon benne.

## Élete
Polgári családból származott, apja bankár, nagybátyja a Blum-kormány egyik minisztere. Középiskolai tanulmányait Janson-de-Sailly középiskolájában végezte. A Sorbonne-on kezdte meg tanulmányait a bölcsészkaron és a jogi karon. Tüdőbetegsége miatt 1950-ben félbe kellett szakítania tanulmányait. 1954-ig az Alpok több szanatóriumában, majd mikor állapota javulni kezdett egy párizsi kórházban kezelték (Fondation de France, rue Quatrefages). A rue Quatrefages-on lévő szanatóriumban tagja lett egy kommunista fiatalokból álló csoportosulásnak, mely olyan tagokat tudhatott soraiban, mint a történész Emmanuel Le Roy Ladurie, illetve az orvostanhallgató Vinh, aki később a vietnámi egészségügyi miniszter lett.
1954-ben történelemtanári képesítést szerez (agrégation d'histoire), majd 1955-ig Compiègne-ben, majd Fontainebleau-ban középiskolai tanár. 1956-ban belépett a Tudományos Kutatások Nemzeti Központjába (Centre national de la recherche scientifique), hogy kutatásokat folytason a francia forradalomról.
Már igen korán politizálni kezdett: 1949-től 1956-ig tagja volt a kommunista pártnak, majd az Egyesült Szocialista Párt (Parti socialiste unifié) alapítványának vezetője lett. 1968 májusa után Edgar Faure miniszter tanácsadója lett. Emellett a France-Observateur, majd utódlapja, a Nouvel Observateur újságírója.
1960-tól Furet az École pratique des hautes études (átalakulása után École des hautes études en sciences sociales-ÉHESS) oktatója. Az ÉHESS elnöke volt 1977-85 között. 1985-ben az USA-ban kezdett el tanítani, elsősorban Chicagóban. A Harvard Egyetem tiszteletbeli diplomát (honoris causa) adományozott neki.
1997-ben a Francia Akadémia tagjává választották.

## A francia forradalom
Kezdetben az Annales és a marxista történetírás (Albert Soboul) hagyományait követte, majd szembefordult ezekkel és az ún. revizionista irányzat kiemelkedő képviselője lett. 1965-66-ban publikálta a Francia forradalom című nagy hatású művét. Ezzel fordulatot hozott az addigi forradalom-értelmezések sorában, különösen Soboullal és LeFebvre-rel vitatkozik. Furet hangsúlyozta a politikum relatív önállóságát a gazdasághoz képest, és úgy tartotta, hogy az egyes politikai csoportosulások közötti küzdelmek kisiklatták (dérapage) a forradalom menetét.
Furet nem tagadja a gazdasági és társadalmi struktúrák fontosságát, de úgy látja, hogy a forradalom során „a politikai eszmék és szenvedélyek nemegyszer a társadalmi realitások fölé kerekedtek”, tehát nem lehet valamennyi politikai fordulatot a hosszú távú, gazdasági alapozású társadalmi ellentétekkel megmagyarázni, ahogy ezt a hagyományos marxista interpretáció hívei tették
Különösen fontos volt Furet újítása, hogy a francia forradalom szerves részének, és a girondista kormányzás egyfajta folytatásának tartotta a thermidori reakció történetét. Nem tartotta a jakobinus terrort a forradalom csúcsának és elítélte a terror olyan emblematikus figuráit, mint Saint Just. A terrorban mindössze a forradalom kisiklását (dérapage) látta, a forradalom eredeti, a felvilágosodás filozófusai által kidolgozott tartalmához, azaz az emberi jogok és a demokrácia elterjesztéséhez képest. A forradalom ily módon történő újraértelmezésében nagy hatást gyakorolt rá Alexis de Tocqueville.
Furet felfogása szerint " a forradalom három alapvető szintje: a versailles-i képviselők, azaz egyfajta felvilágosult elit forradalma; a vidéki parasztság, azaz Vendée ellenforradalma, illetve a sans-culotte-ok párizsi megmozdulásai. A forradalom kisiklását ... az utóbbi szintnek a győzelme és forradalma jelentette, mert Furet felfogása szerint a jakobinus diktatúra tulajdonképpen a huszadik századi diktatúrák, így a sztálinizmus számára is előképül szolgált."

## Egy illúzió múltja
Furet a címmel utal Freud Egy illúzió jövője című művére. Tanulmánykötetében Furet Hannah Arendthez hasonlóan a kommunizmust és a fasizmust totalitárius ikrekként írta le, és mindkettő gyökereit a szocializmusban és az antiliberalizmusban látta. 1995-től egészen haláláig Furet részt vett egy totalitarianizmusról szóló vitában Ernst Nolte-val. A vita egy, az Egy illúzió múltjában megjelent lábjegyzettel kezdődött, melyben Furet bírálta Nolte felfogását, melynek értelmében a fasizmus a kommunizmusra adott válasz lett volna.

## Művei magyarul
- Alexis de Tocqueville: Az amerikai demokrácia; tan. François Furet, ford. Ádám Péter et al., név- és tárgymutató Dombi Gábor; Európa, Bp., 1993 ISBN 963-07-5530-0
- Gondoljuk újra a francia forradalmat; ford., jegyz., utószó Hahner Péter; Tanulmány, Pécs, 1994 (A hosszú XIX. század eszméi) ISBN 9638528419
- A francia forradalom története. (Ford. Pőcz Erzsébet) Budapest, 1996, Osiris Kiadó
- A francia forradalom története, 1770-1815; ford. Pőcz Erzsébet; 2. jav. kiad.; Osiris, Bp., 1999 (Osiris tankönyvek) ISBN 9633795745
- Egy illúzió múltja. Esszé a 20. század kommunista ideológiájáról; ford. Mihancsik Zsófia, jegyz. Ara-Kovács Attila; Európa, Bp., 2000 (Memoria mundi) ISBN 9630766477
- A forradalomról; ford. Vargyas Zoltán; Európa, Bp., 2006 (Mérleg) ISBN 9630778491
- Tanulmányok: A francia értelmiség és a strukturalizmus / A kvantifikáció a történettudományban, in: Az Annales : a gazdaság-, társadalom- és művelődéstörténet francia változata / szerk. Benda Gyula és Szekeres András. – Budapest : L'Harmattan : Atelier, 2007. ISBN 9789637343148

## Fordítás
- Ez a szócikk részben vagy egészben  a   François Furet című angol Wikipédia-szócikk fordításán alapul.  Az eredeti cikk szerkesztőit annak laptörténete sorolja fel. Ez a jelzés csupán a megfogalmazás eredetét és a szerzői jogokat jelzi, nem szolgál a cikkben szereplő információk forrásmegjelöléseként.
- Ez a szócikk részben vagy egészben  a   François Furet című francia Wikipédia-szócikk fordításán alapul.  Az eredeti cikk szerkesztőit annak laptörténete sorolja fel. Ez a jelzés csupán a megfogalmazás eredetét és a szerzői jogokat jelzi, nem szolgál a cikkben szereplő információk forrásmegjelöléseként.